# Kunin (obwód rówieński)
Kunin (ukr. Кунин) – wieś na Ukrainie, w obwodzie rówieńskim, w rejonie rówieńskim, w hromadzie Zdołbica. W 2001 liczyła 870 mieszkańców, spośród których 861 wskazało jako ojczysty język ukraiński, 8 rosyjski, a 1 mołdawski.
W okresie międzywojennym wieś znajdowała się w granicach II RP, wchodząc w skład gminy Mizocz w powiecie zdołbunowskim, w województwie wołyńskim.